# Thamnomys venustus
Thamnomys venustus es una especie de roedor de la familia Muridae.

## Distribución geográfica
Se encuentra en República Democrática del Congo, Ruanda, y Uganda.

## Hábitat
Su hábitat natural es: Clima tropical o Clima subtropical, montañas húmedas.

## Estado de conservación
Se encuentra amenazada de extinción por la pérdida de su hábitat natural.